# Catriona aurantia
Catriona aurantia är en snäckart som först beskrevs av Joshua Alder och Hancock 1842.  Catriona aurantia ingår i släktet Catriona och familjen Tergipedidae. Inga underarter finns listade i Catalogue of Life.